# Віктор
Ві́ктор — чоловіче особове ім'я, яке набуло широкого поширення в епоху зародження християнства. Походить від лат. Victor — «переможець». У давньоримській міфології було епітетом богів Юпітера та Марса.

## Відомі носії

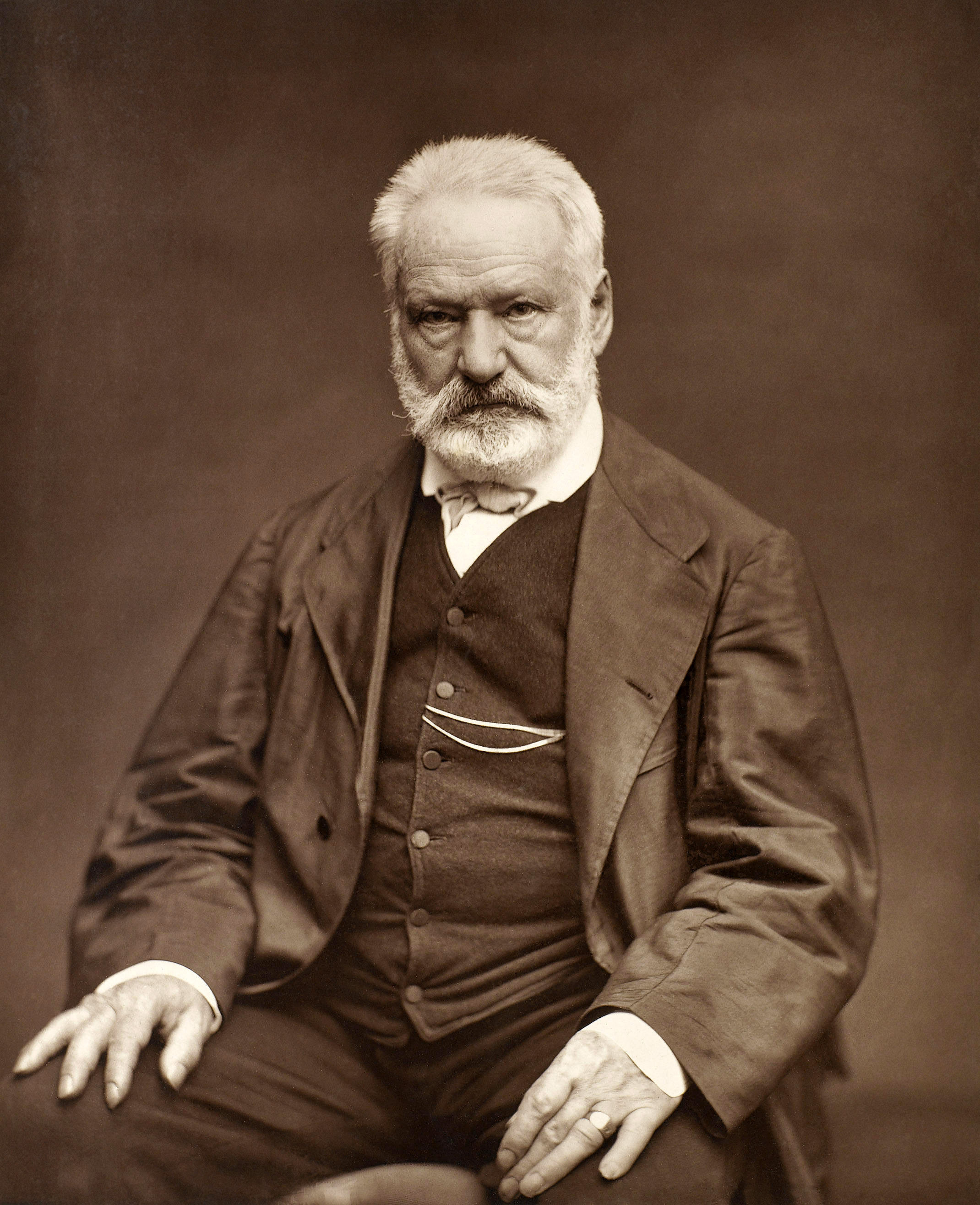
Віктор Гюго, французький письменник

- Віктор Дамаський — ранньохристиянський святий. Вшанування 11 листопада.
- Віктор Ющенко (нар. 1954) — український політик. Голова партії «Наша Україна» (2005—2013). Третій президент України (2005—2010), голова Національного банку України (1993—2000), прем'єр-міністр України (1999—2001), лідер Помаранчевої революції.
- Віктор Янукович (нар. 1950) — український політик, голова ''Партії регіонів'' (2003—2010). Четвертий президент України (2010—2014), прем'єр-міністр України (2002—2005, 2006—2007).
- Віктор Вікторович Янукович (також відомий як Віктор Янукович-молодший; 1981—2015) — український політик. Народний депутат України V, VI та VII скликань. Син четвертого президента України Віктора Федоровича Януковича. Загинув під час їзди мікроавтобусом по озеру Байкал, провалившись під лід.
- Віктор Гюго (1802—1885) — французький письменник, драматург, поет, публіцист, громадський діяч. Член Французької академії.
- Віктор Глушков (1923—1982) — піонер комп'ютерної техніки, автор фундаментальних праць у галузі кібернетики, математики і обчислювальної техніки, ініціатор і організатор реалізації науково-дослідних програм створення проблемно-орієнтованих програмно-технічних комплексів для інформатизації, комп'ютеризації і автоматизації господарської і оборонної діяльності країни. Глава наукової школи кібернетики.
- Віктор Жадько (нар. 1952) — письменник, публіцист, науковець, видавець, некрополезнавець, декабристознавець, краєзнавець, енциклопедист, фотоаматор; біограф Тараса Шевченка. Доктор філософських наук (2008), професор, Почесний академік Національної академії педагогічних наук України.
- Віктор Пінчук (нар. 1960) — український підприємець єврейського походження[2], політик, олігарх, зять колишнього президента Леоніда Кучми. Засновник інвестиційно-консалтингової компанії EastOne та Фонду Віктора Пінчука. Один із найбагатших олігархів України.
- Віктор Суворов (справжнє ім'я Володимир Богданович Рєзун; нар. 1947) — радянський розвідник-утікач, капітан Головного розвідувального управління Генерального штабу Збройних сил Радянського Союзу; історик, дослідник та письменник в жанрі історико-документального та художньо-історичного роману.
- Віктор Васнецов (1848—1926) — російський художник, один з авторів розписів у Володимирському соборі в Києві.
- Віктор Медведчук (нар. 1954) — український політик, олігарх. Колишній працівник КДБ, нині український політик, державний та громадський діяч, народний депутат України II — IV-го скликань, керівник антиукраїнської організації Український вибір.
- Віктор Черномирдін (1938—2010) — російський державний діяч, прем'єр-міністр Росії (1992—1998). Надзвичайний і повноважний посол Російської Федерації в Україні з 2001 по 2009 роки.
- Віктор Петров (1894—1969) — український письменник, літературний критик, археолог та етнограф. Писав також під псевдонімами В. Домонтович та Віктор Бер. Разом із Валер'яном Підмогильним започаткував жанри українського інтелектуального роману та романізованої біографії.
- Віктор Неборак (нар. 1961) — поет, прозаїк, літературознавець, перекладач, есеїст. Старший брат музиканта Олександра Неборака, чоловік поетеси, перекладачки та шахістки Ярини Богданівни Сенчишин, батько журналістки, юристки та культурної менеджерки Богдани Неборак.
- Віктор Цой (1962—1990) — художник, культовий радянський рок-виконавець 1980-х років, засновник і лідер групи «Кино», в якій співав, грав на гітарі, писав музику та тексти. Вважається одним з першопроходців радянського та російського року.
- Віктор Балога (нар. 1963) — український політик. Міністр з питань надзвичайних ситуацій (2005, 2006, від листопада 2010). Голова секретаріату президента Ющенка (2006—2009). Народний депутат 4-го скликання (2002—2005). Голова Закарпатської обласної державної адміністрації (1998—2001, 2005).
- Віктор Леоненко (нар. 1969) — радянський та український футболіст. У минулому — нападник низки російських та українських клубів, а також національної збірної України.

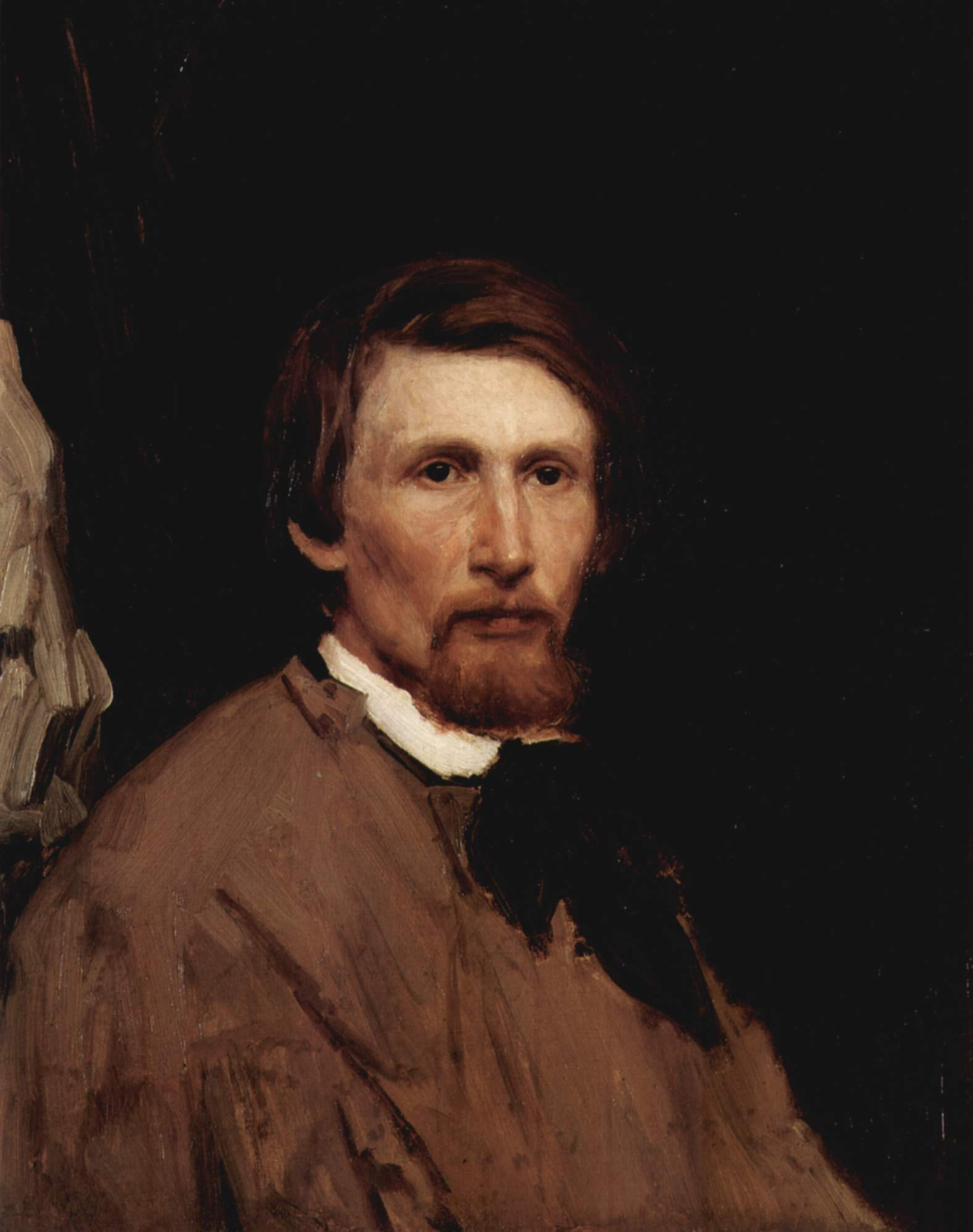
Віктор Васнецов, російський художник, один з авторів розписів у Володимирському соборі в Києві

- Віктор Михайлович Пинзеник (нар. 1954) — український політик та економіст (доктор економічних наук з 1989 р., професор із 1991 р.), голова партії «Реформи і порядок» (жовтень 1997 р. — лютий 2010 р.).
- Віктор Маслов (1910—1977) — радянський футболіст, півзахисник, тренер «Динамо» (Київ).
- Віктор Емануїл III (1869—1947) — третій король єдиної Італії (29 липня 1900 — 9 травня 1946). Перший маршал Імперії (30 березня 1938). Із Савойської династії, син і наступник — Умберто I.
- Віктор Павлик (нар. 1965) — український співак, заслужений артист України, артист мистецької агенції «Територія А», гітарист.
- Віктор Некрасов (1911—1987) — радянський письменник і дисидент.
- Віктор Пелевін (нар. 1962) — російський прозаїк, автор збірки оповідань «Синій ліхтар», повістей «Омон Ра», «Життя комах», «Жовта стріла».
- Віктор Скумін (нар. 1948) — науковець, описав захворювання, яке дістало назву синдром Скуміна.